# تيسون جيليز
تيسون جيليز (بالإنجليزية: Tyson Gillies)‏ (و. 1988  م) هو لاعب كرة قاعدة كندي، ولد في فانكوفر.

## روابط خارجية
- تيسون جيليز على موقع دوري كرة القاعدة الرئيسي (الإنجليزية)
- تيسون جيليز على موقعبيزبول رفرنس.كوم (الدوري الثانوي) (الإنجليزية)
- تيسون جيليز على موقع إي إس بي إن.كوم (أم.أل.بي) (الإنجليزية)
- تيسون جيليز على موقع مشجعي الرسوم البيانية (الإنجليزية)